# Pseudophegopteris brevipes
Pseudophegopteris brevipes là một loài thực vật có mạch trong họ Thelypteridaceae. Loài này được Ching & S.K. Wu miêu tả khoa học đầu tiên năm 1983.